# Fieseler Fi 103
Fiesler Fi 103 (poznat pod nazivom V-1 od njemačkog Vergeltungswaffe 1 - oružje osvete 1) rani krstareći projektil razvijen od strane nacističke Njemačke tijekom drugog svjetskog rata. Iako su poznavali tehnologiju primijenjenu u proizvodnji projektila V-1 njegova pojava bila je veliki šok za Saveznike, te iako nije uspio promijeniti ishod 2. svjetskog rata, V-1 je revolucionarno oružje čija će prava vrijednost postati jasna tek trideset godina kasnije.

## Razvoj
Njemačko ratno zrakoplovstvo (Luftwaffe) prva ispitivanja upravljanja aviona uz pomoć autopilota izvelo je tijeko tridesetih godina 20. stoljeća, ali su svi prijedlozi tijekom 1939. i 1941. da se na temelju tih iskustava projektira projektil koji su onda zvali leteća bomba, a danas krstareći projektil, odbijeni.

Promjena u stajalištima dogodila se sredinom 1942. kad su saveznička bombardiranja njemačkih gradova toliko ojačala da su zahtijevala drastičan odgovor. Kako je gotovo svaki pokušaj napada na engleske gradove završavao gubitkom bombardera, koji su ionako bili potrebniji u Rusiji, odlučeno je na brzinu projektirati revolucionarno oružje koje će preuzeti zadaću udara na britanske gradove. U to je vrijeme rad na balističkom projektilu V-2 zapao u teškoće, a uz to je bio projekt kopnene vojske, te je Luftwaffe iskoristila priliku i počela s razvojem male i jeftine leteće bombe dometa oko 250 kilometara. Projektil je trebao nositi veliku bojnu glavu mase 800 kg i pogoditi cilj veličine velikog grada. Ne bi li izbjegao presretanje trebao je letjeti velikom brzinom na maloj visini. Da bi se projekt što duže zadržao u tajnosti dobio je ime "Flak Ziel Geraet" (FZG) - protuzračna leteća meta.
Kako bi se ostvario zahtjevani domet uz prihvatljivu cijenu odabran je pulsirajući motor Paula Schmidta. Schmidt je svoj motor izumio početkom tridesetih godina prošlog stoljeća, a razvoj se znatno ubrzao nakon što je 1937. dobio državnu potporu. Iako je njegov motor patio od znatnih nedostataka i imao potisak od samo 20 kN bio je idealan za novo oružje. Uz to imao je jednu veliku prednost - mogao je raditi na običan benzin.

Tri su se kompanije udružile u razvoju i izradi V-1. Tvrtka Argus, u kojoj je radio Paul Schmidt, dobila je zadaću razvoja i proizvodnje motora, tvrtka Fiesler izrađivala je tijelo i krila, dok je tvrtka Askaina izgrađivala sustav navođenja. Prvi testovi u letu, bez uporabe motora, izvedeni su već početkom prosinca 1942. izbacivanjem ih aviona FW-200 Kondor, a prvo ispitivanje s motorom izvedeno je na božićno jutro iste godine, ali je letjelica uspjela prevaliti samo jedan kilometar prije pada. Ništa uspješniji nisu bili ni idući prototipovi jer su svi doživjeli neuspjeh. Zbog toga je izgrađen projektil kod kojeg je na mjesto predviđeno za bojnu glavu postavljena pilotska kabina. Nadasve opasnu zadaću ispitivanja novog oružja u letu dobila je probna pilotkinja Hanna Reitsch, koja ne samo da je preživjela ispitivanja već je i pomogla ukloniti sve nedostatke.
Sve je to ipak usporilo razvoj tako da je prva službena demonstracija novog oružja nacističkim glavešinama održana tek 26. svibnja 1943. Oni su zaključili da se što prije mora pokrenuti serijska proizvodnja, te da se odmah otpočne s formiranjem postrojbe zadužene za njegovu uporabu. Usporedo s tim trebalo je početi i s odabirom pozicija s kojih će se V-1 lansirati na ciljeve u Engleskoj. Odlučeno je da se izgradi stotine lansera od Pas de Calaisa pa sve do sjeveroistoka Francuske kako bi se omogućilo lansiranje barem tisuću projektila na dan. Ni jedan lanser nije bio udaljen više od 200 km zračne udaljenosti od Londona.
Postojanje novog oružja RAF je zamijetio u svibnju 1943. kad je njihov izvidnički avion u Peenemndenu snimio jedan probni V-1 na lansirnoj rampi. Pritisnut sve češćim izvjećima o njemačkim revolucionarnim oružjima RAF je ispravno zaključio kako je to jedno od njih. Zbog toga je pokrenuta "Operation Hyidra" - masovno bombardiranje Peenemundena u rano ljeto 1943. koje na njihovu žalost nije bitno usporilo razvoj V-1. Nešto veći uspjeh ostvarili su američki bombarderi koji su gotovo potpuno razorili lansirno mjesto u Pas de Calaisu.

Unatoč naporima Saveznika razvoj V-1 je napredovao vrlo brzo te je 13. lipnja 1943. prvi projektil poletio prema Londonu. Već dva dana kasnije Luftwaffe je lansirala 244 V-1 prema Londonu i 50 prema Southamptonu. Od toga je 144 uspjelo preći preko Kanala, a 73 je došlo do Londona. Jedan je projektil "zalutao" do Norfolka.

## Opis
V-1 je revolucionarno oružje koje nije imalo prethodnika, projektirano tako da se sa što manje novca i rada dobije učinkovito sredstvo razaranja. Iako su u početku namjeravali cijeli projektil izrađivati od metala ubrzo je odlučeno da se krila izrađuju od drveta, kako bi se dodatno smanjila cijena i pojednostavila proizvodnja. Zanimljivo je da je V-1 napravljena na osnovi tehnologija koje su poznavali i Saveznici, ali koje su uporabljene na revolucionarno nov način. Tako se sustav vođenja sastojao od seta žiroskopa pokretanih komprimiranim zrakom a čija je zadaća bila održati projektil stabilnim u letu. Magnetski kompas usmjeravao ga je prema cilju, a običan visinomjer održavao je unaprijed određenu visinu. U sam vrh projektila postavili su propeler kojim se određivao domet. Visinomjer je trebao održavati stalnu visinu leta od 600 metara iako su projektili često letjeli na visinama od 700 ili nešto više metara. Propeler u nosu "naoštrio" bi bojnu glavu nakon 100 km leta, a njegova je zadaća bila i "odlučiti" kad da projektil počne ponirati prema cilju.

Jedan dio projektila opremili su običnim satovima koji su preuzeli ulogu propelera. Takav sustav navođenja nije bio odveć precizan te je tijekom 2. svjetskog rata zabilježeno da su projektili V-1 pogodili na stotinu različitih mjesta diljem jugoistočnog dijela Engleske.
Krila nisu imala upravljačkih površina, te se projektilom upravljalo pomoću kormila pravca i visine na repu koje je pokretao zrak pod pritiskom. Uostalom od V-1 se nije očekivalo da u zraku izvodi vratolomije već da što stabilnijim letom dosegne cilj. Uz to jednostavno krilo znatno je pojednostavilo i ubrzalo proizvodnju. Nakon što bi dosegnuo cilj sustav za navođenje bi postavio kormila visine prema dolje kako bi se projekitl obrušio prema zemlji pod visokim kutem. Taj bi manevar najčešće zaustavio motor, po čemu je V-1 postao poznat među Londončanima. Naime, nakon što bi utihnula buka motora nakon nekoliko bi sekundi uslijedila strahovita eksplozija bojne glave mase 850 kilograma.
Kako bi u potpunosti osigurali da će V-1 eksplodirati projektanti su bojnu glavu opremili s čak tri vrste upaljača: električnim, pomoćnim kontaktnim i vremenskim. Zato ne čudi da je samo nekoliko V-1 zatajilo. Uz bojnu glavu najveći teret bilo je 640 litara 80-oktanskog benzina. Sve je to "upakirano" u projektil dužine 8,3 metra, promjera 80 cm i raspona krila 5,4 metra. Ukupna masa projektila u trenutku lansiranja bila je 2160 kg.
Iako nikada nije uporabljena za V-1 je, uz konvencionalnu bojnu glavu razvijena i kemijska koja je trebala nositi nervni otrov. Ipak, strah od odmazde natjerao je Hitlera da odustane od uporabe bojnih otrova. Uostalom klasična bojna glava mase 850 kilograma i sama po sebi imala je golemu razornu moć. Dio V-1 opremili su s 23 bombice mase jedan kilogram koje su napunili propagadnim lecima, a koji su se izbacivali neposredno prije početka poniranja projektila prema cilju. Njihova pojava izazvala je popriličnu nedoumicu i metež u britanskoj obavještajnoj zajednici.

## Operativna uporaba
Saveznici su se iskrcali na Normandiju 6. lipnja 1944., tjedan prije prvog lansiranja V-1, ali to nije omelo Nijemce da otpočnu s planiranim napadima s položaja oko Pas de Calaisa. Iako su Britanci očekivali napade novim oružjem, kojem su nadjenuli ime Diver, ipak su prvi udari izazvali šok i spoznaju o neučinkovitosti protuzračne obrane. U početku V-1 je u javnosti prikazana kao "bespilotna bomba" ili kao "bombarder robot", a narod ju je nazvao "buzz bomb" zbog specifičnog zvuka njezinog motora.

Iako su se V-1 pokazale vrlo nepreciznim Nijemci su uspjeli lansirati dovoljno projektila da izazovu znatnu štetu. Uostalom bilo je dovoljno da samo jedan V-1 padne na neku od četvrti Londona pa da njegova 850 kg teška bojna glava razori nekoliko blokova kuća. Ponekad su se projektili pokazali vrlo svojeglavim gaseći pa ponovno paleći svoje motore, ili su se pak nekontrolirano okretali i vraćali prema mjestu lansiranja. Zabilježen je jedan takav slučaj U-zaokreta kad je V-1 nakon lansiranja pao pokraj zapovjednog mjesta (uz popratnu strahovitu eksploziju) koje je tog dana trebao obići sam Hitler. Ponekad su pak bili ubojito precizni, na razini današnjih najsuvremenijih krstarećih projektila. Tako je jedan V-1 ostvario direktan pogodak u vrhovno zapovjedništvo generala Dwinghta Eisenhowera.
Najveće gubitke izazvao je V-1 koji je 20. lipnja 1944. pogodio gardijsku kapelu Wellingtonske vojarne, nedaleko od Buckinghamske palače. Pogodak je usmrtio 119 vojnika i ranio još 141. Kako im je sustav navođenja bio taman toliko precizan da pogode London, V-1 projektili rušili su domove, škole, bolnice i povijesno vrijedne građevine. Zbog toga je, navodno, sam Churchill zatražio da se za odmazdu njemački gradovi napadnu bojnim otrovima, ali ga je RAF, navodno, od toga odgovorio tvrdeći da će masovna i neselektivna bombardiranja klasičnim bombama postići veći učinak.
Istodobno je znatno preustrojena protuzračna obrana. Umjesto da pokušava oboriti projektile kad su već nad Londonom, i tako često učine još veću štetu, protuzračno je topništvo prebačeno na obale La manche kao prva crta obrane. Učinkovitos je znatno povećana nakon što su se britanskim topnicima pridružili i američki koji su sa sobom donijeli i neke korisne novitete. Jedan je bio ciljnički topnički radar SCR-548 koji je omogućio automatizirano praćenje i ciljanje cilja. Drugi, još korisniji dodatak, bio je američki blizinski upaljač koji je omogućio da se granata aktivira u blizini cilja, a ne kao do tada na prije određenoj visini. Kombinacija ciljničkog radara i blizinskog upaljača ubrzo se je pokazala vrlo ubojitom protiv brzih ali nepokretnih V-1.
Zatim bi na projektile, koji bi izbjegli PZO topništvo, krenuli brzi lovački avioni. U početku su ih obarali vatrom topova i strojnica, da bi ubrzo uočili kako je dovoljno dotaknuti svojim krilom krilo projektila, te ga destabilizirati, nakon čega bi uslijedio njegov pad. Najveći problem bio je uloviti projektile koji su letjeli brzinama između 625 i 650 km/h. Zbog toga su za ulogu presretača V-1 određeni Spitfiresi, Tempesti i američki Mustanzi. Odmah nakon ulaska u operativnu službu za istu su ulogu određeni i tada najsuvremeniji britanski lovci Gloster Meteor s turbomlaznim motorima.Kad su V-1 počeli djelovati i noću u borbu su se uključili noćni lovci Mosquito i Black Widow. Iskustvo je pokazalo da, ako bi ih ispravno navodili, projektile V-1 bi mogli obarati i dnevni lovci jer bi mlaznopulsirajući motor na tamnom nebu ostavljao sjajan trag koji nije bilo teško uočiti.

Nakon što su Saveznici uspjeli osloboditi Pas de Calais broj napada dramatično se smanjio. Nijemci su pokušali izgraditi nove lansiren položaje pokraj Cherbourga, s kojih bi napadali Plymouth i Bristol, ali su ih Saveznici zauzeli prije nego što su postali operativni. Usprkos tome napadi su i dalje nastavljeni. Tako je tijekom srpnja 1944. manji broj V-1 pogodio Manchester i Gloucester. To je bilo veliko iznenađenje za Saveznike koji su mislili da su uništili sve lansirne položaje s kojih se je mogla gađati Engleska.
Zapravo su bili u pravu. Nijemci više nisu imali lansiren položaje pa su stoga nekoliko bombardera He-111 prilagodili za lansiranje projektila V-1, a te su bombardere zatim razmjestili u Nizozemsku. Označeni kao He-111H-22 svaki je bombarder mogao ponijeti po jedan projektil ispod lijevog krila. Ta se je zadaća pokazala teža nego što se je očekivalo. Tako je tijekom samo dvije operacije izgubljeno 12 bombardera zbog prijevremene detonacije bojne glave projektila. Na taj je način lansirano ukupno 1200 V-1 uz gubitak 77 bombardera. Na kraju su u siječnju 1945. obustavljeni i ti napadi zbog brzog napredovanja Saveznika.

Novo rješenje pronađeno je u inačici V-1 povećanog dometa. Smanjivanjem bojne glave dobiven je prostor za dodatne spremnike za gorivo zbog čega je dolet povećan na 400 km. Tijekom ožujka 1945. na ciljeve u Velikoj Britaniji i Nizozemskoj lansirano je 275 projektila V-1 povećanog dometa. Sve projektile koji su doletjeli do britanske obale uspješno je oborilo britanska protuzračna obrana.
Kako su u rujnu 1944. počela djelovanja balističkih projektila V-2, protiv kojih nije bilo adekvatne obrane, tako je njemačko vrhovno zapovjedništvo počelo razmišljati kako uporabiti V-1 i u taktičke svrhe. Rezultat tih razmišljanja bio je 9000 lansiranih projektila protiv ciljeva u Europi, uglavnom na Antwerpen i Liege. Cilj je bio onesposobiti te luke za prihvat savezničkih opskrbnih brodova. I ti su napadi zaustavljeni u ožujku 1945. Pred sam kraj rata pokušalo se je s lansiranjem projektila V-1 s mlaznog bombardera Arado Ar-234, ali nije se uspjelo otići dalje od planova na papiru. Zamisao je bila vrlo ubitačna jer su Ar-234 namjeravali osposobiti ne samo za lansiranje projektila već i za njegovo precizno navođenje na ciljeve uz pomoć radioveze. Kombinacija mlaznog bombardera koji je bio prebrz za tadašnje savezničke lovce i vođenog projektila koji bi lansiran iz Ar-234 vjerojatno dostizao brzine veće od 700 km/h bila bi nerješiv problem.

### Inačice s pilotom
Kako su se savezničke snage bližile njemačkim granicama tako je potreba za tajnim oružjima koje će preokrenuti ishod rata bila sve veća. Jedan je prijedlog u svibnju 1944. došao od "Hauptsturmfuehrera" Ottoa Skorzenyja, zapovjednika SS snaga, da se V-1 pretvori u leteću bombu s pilotom. Za samo dva tjedna dovršeni su prvi prototipovi nazvani "Reichenberg", što i nije bilo naročito teško jer je tijekom prvotnog razvoja V-1 napravljeno nekoliko prototipova s pilotskom kabinom. Napravljeno je nekoliko različitih inačica. Inačice označene kao R-I i R-II namijenili su početnoj obuci i nisu imale motor već su letjele kao jedrilice. R-I je bila jednosjed, a R-II dvosjed. Inačica R-III bila je dvosjed s motorom, dok je oznaku R-IV dobila inačica namijenjena borbenom djelovanju. Izgrađeno je oko 175 R-IV i počela je obuka dobrovoljaca spremnih za letenje na njima. 
Teoretski piloti su morali usmjeriti Reichenberg prema cilju te nakon toga iskočiti. To i ne bi bila nemoguća misija da projektanti nisu "zaboravili" ugraditi izbacivo sjedalo. Zbog toga su piloti Reichenberga dobili naziv Selbstopfermaenner (Samoubojice). Stoga nije iznenađujuće da su se mnogi njemački časnici opirali toj ideji, a nije bilo ni navale pilota.

## Zaključak
V-1 je od samog početka bilo strateško oružje u koje su nacisti polagali puno nade. Zbog toga je njegova proizvodnja dobila visoki prioritet te je proizvodnja organizirana diljem Njemačke. Glavna proizvodnja traka organizirana je u SS robovskoj tvornici "Mittelwerk" u Nordhausenu, ukopanoj u planinu Harz. Iako ne postoje potpuni podaci procjenjuje se da je tijekom 1944. proizvedeno oko 24 000, a tijekom 1945. još 10 000 projektila V-1. I danas se vode rasprave je li V-1 bilo učinkovito oružje ili tek sredstvo masovnog terorizma. Zbog njegove nepreciznosti nije ga bilo moguće usmjeriti isključivo prema vojnim ciljevima, a pogađanje cilja veličine Londona smatralo se uspjehom. S druge strane ni druga tadašnja oružja nisu se pokazala ništa preciznijim.

V-1 (uz V-2) je pokazao da je nacistička Njemačka i u trenucima umiranja imala dovoljno snage da udari po ciljevima u Velikoj Britaniji, u trenucima kad su Britanci smatrali da se rat premjestio stotine kilometara daleko od njih. Za manje od godinu dana uporabe V-1 je izazvao velike žrtve ubivši 5000 ljudi i ranivši 41 000. Procjenjuje se da je oko 130 000 kuća potpuno uništeno, te da je još 750 000 teško oštećeno.

Unatoč svim dvojbama ostaje činjenica da je V-1 preteča današnjih nasuvremenijih krstarećih projektila koji su postali nezamjenjiv dio suvremenog ratovanja.

## Vanjske poveznice
|  | Zajednički poslužitelj ima stranicu o temi V-1    |
|  | Zajednički poslužitelj ima još gradiva o temi V-1 |